# 樹下神社 (大津市北小松)
樹下神社（じゅげじんじゃ）は、滋賀県大津市北小松に鎮座する神社である。日吉山王の十禅師の分霊社だった。十禅師社と称した。境内には樹下神社古墳群がある。
同名の神社（元十禅師の分霊社）が大津市木戸、大津市山中町など滋賀県内に多数存在する。

## 祭神
明治維新の神仏分離まで
- 日吉十禅師権現[1]

現在
- 鴨玉依姫命[1]

## 歴史
創祀年代は不詳であるが、天元5年（982年）に佐々木成頼が日吉山王の上七社の十禅師を勧請したのに創まるとの伝えがある。佐々木成頼が蒲生郡佐々木庄に移り近江を治めるようになったときに、岡島の渡合という処に妖怪が出没し旅人を害したので、成瀬はこれを憂い、日吉十禅師に深く祈りこの妖怪を退治した。これを由縁に、天元5年に日吉十禅師を分祭したと伝えられている。明治二十八年小松村役場古社寺取調には「寛喜二年に伊藤丹後守祐治伊豆国より近江国に移り、仁治二年小松庄を草創の時、不測の神感を蒙り日吉十禅師権現と天満宮の両社を最造す」とある。
以来、近江国守護佐々木氏の崇敬を受け、社頭は発展した。元亀の争乱時（16世紀後葉）に、織田信長軍により壊滅的な打撃を受けたが、続く天正年間に規模は小さくなったが再建された。
明治の神仏分離で日吉山王の十禅師が廃され、十禅師社は樹下宮に改称。当社も明治3年（1870年）に十禅師社と称していた社号を樹下神社に改め、祭神も変更した。明治9年には村社に列し、同41年には神饌幣帛料供進社に指定された。

## 神紋
丸桔梗

## 祭事
- 例祭 - 4月25日に近い日曜日行われる。

## 社家
社家は伊藤氏。伊藤氏は佐々木流六角氏の被官であり、伝えによると寛喜2年（1230年）に神官になったという。また、祭祀は中世より、神官と宮座12座により執り行われている。

## 境内社
- 天滿宮
- 金比羅宮
- 大髭神社

## 文化財等
- 樹下神社古墳群
- 大般若経600巻
- 16善神絵像
- 佐々木宝塔